# Battle for the Palladium
Battle for the Palladium est le nom d'une rivalité dans le football américain universitaire opposant les Blue Raiders de l'université d'État de Middle Tennessee basée à Murfreesboro au Tennessee et les Trojans de l'université de Troy basée à Troy dans l'Alabama.
Middle Tennessee et Troy se sont rencontrés pour la première fois en 1936. Elle représentait la plus ancienne rivalité de la Sun Belt Conference lorsque les deux programmes étaient dans la même Division. En 1999, la rivalité a repris après une interruption de 46 ans. Cette longue interruption est due au fait que les deux programmes étaient en compétition dans des Divisions différentes. Tout a changé lorsque Troy a annoncé qu'elle passerait de la Division I-AA (actuellement NCAA Division I FCS) à la Division I-A (actuellement la NCAA Division I FBS) en rejoignant la Sun Belt Conference dès 2004, ce qui a permis aux deux programmes de s'affronter pratiquement chaque saison jusqu'en 2012.
L'histoire des deux programmes remontant à plus longtemps que celle de tout autre programme de cette conférence, la proximité entre les universités et le concurrence dans le recrutement des mêmes joueurs ont fait que la rivalité a rapidement repris. Elle s'est intensifiée la veille du match de 2001 lorsque les deux équipes se sont retrouvée par hasard dans le même cinéma et que quelques provocations verbales y ont été échangées.
Le trophée Palladium est introduit lors du match de 2003 à Murfreesboro dans le Tennessee.
En 2008, ESPN a désigné la Battle for the Palladium comme l'une des 5 meilleures rivalités de conférence du Groupe of Five (5 conférences mineures de la FBS) dans le football américain universitaire.
En 2020, le match de rivalité a été joué deux fois dans une série aller-retour, l'équipe visiteuse remportant chaque fois le match, d'abord Troy à Murfreesboro, puis Middle Tennessee à Troy. Middle Tennessee a remporté le deuxième des deux matchs et détiens depuis le trophée. Les prochains matchs sont prévus en 2033 et 2034
.

## Trophée
Selon la mythologie grecque « Palladium » est une statue en bois tombée du Ciel et qui était conservée au temple d'Athéna dans la ville de Troie. Selon la légende, tant que le « Palladium » était préservé dans les murs de la ville, Troie serait en sécurité et ne pourrait pas être conquise. Cependant, un pillard du nom d'Ulysse, également connu sous le nom d'Pillard des villes, vole le Palladium pendant la Guerre de Troie provoquant la chute de Troie. Pour les deux universités, Middle Tennessee et Troy s'affrontent dans la bataille du Palladium chaque fois qu'ils se rencontrent en football américain. La légende veut que le vainqueur du « Palladium » obtienne un avantage inconnu et inexplicable sur l'autre, ce qui rend plus difficile la reprise du contrôle lors des batailles futures.
En 2003, des anciens élèves de Middle Tennessee entreprennent une action populaire pour mobiliser les fans, les anciens élèves ainsi que les associations étudiantes des deux universités afin de capitaliser sur la rivalité croissante avec un trophée. Le « Palladium » devient le partenaire idéal en raison des liens des universités avec la mythologie grecque. En effet, la mascotte de Middle Tennessee, Lightning, est un cheval ailé ressemblant à Pégase et la ville de Troie a toujours été liée à la mythologie grecque. Marcia Berkall, une artiste sculptrice sur bois, est chargée de reproduire la statue en bois d'Athéna. Le trophée Palladium est né. Il mesure environ 91 cm de haut et est fait de tilleul. Des feuilles d'or ont été appliquées sur le casque d'Athéna, son bouclier et sur la pointe de sa lance.

## Palmarès
Le classement des équipes dans les tableaux ci-dessous est celui de l'Associated Press avant la saison 2014 et celui du comité du College Football Playoff depuis 2014.
| Middle Tennessee (13)          | Troy (9)                        |                                 |                                 |
| Plus large victoire            | Troy, 45–7 (2007)               | Troy, 45–7 (2007)               |                                 |
| Plus longue série de victoires | Middle Tennessee, 8 (1936–1953) | Middle Tennessee, 8 (1936–1953) | Middle Tennessee, 8 (1936–1953) |
| Série en cours sans défaite    | Middle Tennessee (1)            | Middle Tennessee (1)            |                                 |
| Trophée                        | Middle Tennessee, 4 Troy, 8     | Middle Tennessee, 4 Troy, 8     |                                 |

| N° | Date             | Lieu         | Vainqueur        | Score |
| -- | ---------------- | ------------ | ---------------- | ----- |
| 01 | 9 octobre 1936   | Murfreesboro | Middle Tennessee | 19–0  |
| 02 | 1er octobre 1937 | Troy         | Middle Tennessee | 12–0  |
| 03 | 18 novembre 1939 | Murfreesboro | Middle Tennessee | 14–07 |
| 04 | 2 octobre 1942   | Murfreesboro | Middle Tennessee | 20–0  |
| 05 | 15 novembre 1946 | Murfreesboro | Middle Tennessee | 12–0  |
| 06 | 14 novembre 1947 | Troy         | Middle Tennessee | 41–17 |
| 07 | 11 octobre 1952  | Murfreesboro | Middle Tennessee | 33–07 |
| 08 | 10 octobre 1953  | Troy         | Middle Tennessee | 06–0  |
| 09 | 2 octobre 1999   | Murfreesboro | Troy             | 48–31 |
| 10 | 9 septembre 2001 | Murfreesboro | Middle Tennessee | 54–17 |
| 11 | 8 novembre 2003  | Murfreesboro | Middle Tennessee | 27–20 |
| 12 | 20 novembre 2004 | Troy         | Troy             | 37–17 |

| N° | Date              | Lieu         | Vainqueur        | Score |
| -- | ----------------- | ------------ | ---------------- | ----- |
| 13 | 26 novembre 2005  | Troy         | Middle Tennessee | 17–07 |
| 14 | 25 novembre 2006  | Murfreesboro | Troy             | 21–20 |
| 15 | 20 novembre 2007  | Troy         | Troy             | 45–07 |
| 16 | 28 août 2008      | Murfreesboro | Troy             | 31–17 |
| 17 | 6 octobre 2009    | Troy         | Troy             | 31–07 |
| 18 | 5 octobre 2010    | Murfreesboro | Troy             | 42–13 |
| 19 | 24 septembre 2011 | Troy         | Troy             | 38–35 |
| 20 | 24 novembre 2012  | Murfreesboro | Middle Tennessee | 24–21 |
| 21 | 19 septembre 2020 | Murfreesboro | Troy             | 47–14 |
| 22 | 21 novembre 2020  | Troy         | Middle Tennessee | 20–17 |

## Articles annexes
- Liste des matchs de rivalité en football américain universitaire de la NCAA